# Joseph Horace Shull
Joseph Horace Shull (* 17. August 1848 in Martins Creek, Northampton County, Pennsylvania; † 9. August 1944 in Stroudsburg, Pennsylvania) war ein US-amerikanischer Politiker. Von 1903 bis 1905 vertrat er den Bundesstaat Pennsylvania im US-Repräsentantenhaus.

## Werdegang
Joseph Shull besuchte die öffentlichen Schulen seiner Heimat und die Schule Blair Hall in New Jersey. Anschließend belegte er einen Kurs am Lafayette College in Easton. Daran schloss sich ein Studium an der New York University und dem Bellevue Hospital Medical College in New York City an, an dem er Medizin studierte. Danach praktizierte er als Arzt. Außerdem unterrichtete er vier Jahre lang in Pennsylvania als Lehrer. Nach einem Jurastudium und seiner 1879 erfolgten Zulassung als Rechtsanwalt begann Shull in Stroudsburg auch in diesem Beruf zu arbeiten. Zwischen 1881 und 1886 gab er die Zeitung Monroe Democrat heraus. Politisch schloss er sich der Demokratischen Partei an. Von 1886 bis 1891 gehörte er dem Senat von Pennsylvania an.
Bei den Kongresswahlen des Jahres 1902 wurde Shull im 26. Wahlbezirk von Pennsylvania in das US-Repräsentantenhaus in Washington, D.C. gewählt, wo er am 4. März 1903 die Nachfolge des Republikaners Arthur Laban Bates antrat. Da er im Jahr 1904 von seiner Partei nicht zur Wiederwahl nominiert wurde, konnte er bis zum 3. März 1905 nur eine Legislaturperiode im Kongress absolvieren.
Nach dem Ende seiner Zeit im US-Repräsentantenhaus war Shull wieder als Rechtsanwalt und als Arzt tätig. Während des Ersten Weltkrieges war er Vertragsarzt für das Militär. Im Mai 1944 machte er Schlagzeilen, als er im Alter von 95 Jahren noch einmal als Anwalt vor dem Obersten Bundesgericht auftrat. Er starb wenig später, am 9. August 1944, in Stroudsburg, wo er auch beigesetzt wurde.